# Tân Pheo
Tân Pheo là một xã thuộc huyện Đà Bắc, tỉnh Hòa Bình, Việt Nam.
Xã Tân Pheo có diện tích 47,5 km², dân số năm 1999 là 3130 người, mật độ dân số đạt 66 người/km².